# Municipio de Chatham (Nueva Jersey)
El municipio de Chatham (en inglés: Chatham Township) es un municipio ubicado en el condado de Morris en el estado estadounidense de Nueva Jersey. En el año 2010 tenía una población de 10,452 habitantes y una densidad poblacional de 432 personas por km².

## Geografía
El municipio de Chatham se encuentra ubicado en las coordenadas 40°43′42″N 74°24′56″O / 40.72833, -74.41556.

## Demografía
Según la Oficina del Censo en 2000 los ingresos medios por hogar en el municipio eran de $106,208 y los ingresos medios por familia eran $131,609. Los hombres tenían unos ingresos medios de $100,000 frente a los $58,750 para las mujeres. La renta per cápita para la localidad era de $65,497. Alrededor del 2.7% de la población estaba por debajo del umbral de pobreza.